# Estação Pueblo Nuevo (Metrô do Panamá)
A Estação Pueblo Nuevo é uma das estações do Metrô do Panamá, situada na Cidade do Panamá, entre a Estação 12 de Octubre e a Estação San Miguelito. Administrada pela Metro de Panamá S.A., faz parte da Linha 1.
Foi inaugurada em 5 de abril de 2014. Localiza-se no cruzamento da Avenida Transístmica com a Rua 82 D Oeste. Atende os corregimentos Bethania e Pueblo Nuevo.